# Artykuł 58 (radziecki kodeks karny)
Artykuł 58 kodeksu karnego Rosyjskiej Federacyjnej Socjalistycznej Republiki Radzieckiej – przepis, na podstawie którego aresztowano podejrzanych o działalność kontrrewolucyjną.
Wszedł w życie 25 lutego 1927. Składał się z 14 paragrafów. Był wielokrotnie modyfikowany – w szczególności paragraf pierwszy, który 8 czerwca 1934 roku uzupełniono o listę punktów precyzujących rozumienie paragrafu. Artykuł wprowadzał pojęcie „wroga ludu”. Stawał się nim każdy, którego czyny klasyfikowano jako odpowiedzialność z paragrafów 2–13.
Penalizowano następujące czyny:
1. zdrada ZSRR,
2. zorganizowanie powstania zbrojnego, próba przejęcia władzy nad częścią terytorium,
3. udzielanie pomocy wrogom ZSRR,
4. udzielanie pomocy międzynarodowej burżuazji,
5. skłanianie obcego mocarstwa do wypowiedzenia wojny ZSRR,
6. szpiegostwo,
7. działanie na szkodę przemysłu, transportu, handlu, obiegu pieniężnego i spółdzielczości,
8. terror,
9. dywersja,
10. działalność propagandowa wymierzona przeciwko ZSRR,
11. rozróżnienie działalności indywidualnej od zorganizowanej (uzupełnienie do pozostałych paragrafów),
12. niedoniesienie o popełnieniu przestępstwa,
13. służba w oddziałach carskich,
14. sabotaż (ekonomiczna kontrrewolucja).

Na kodeksie karnym RFSRR wzorowane były inne kodeksy sowieckich republik.